# Свети Спас (Могилец)
„Свето Възнесение Господне/Христово“ или „Свети Спас“ (на македонска литературна норма: „Свето Вознесение Господне/Христово“, „Свети Спас“), е поствизантийска църква в поречкото село Могилец, Северна Македония. Църквата е част от Бродското архиерейско наместничество на Дебърско-Кичевската епархия на Македонската православна църква – Охридска архиепископия.
Църквата е разположена между Мала река и Треска и е в руини. Обновена или изписана е в 1560 година според запазения на зидовете надпис.